# 2012年ロンドンオリンピックのレバノン選手団
2012年ロンドンオリンピックのレバノン選手団（2012ねんロンドンオリンピックのレバノンせんしゅだん）は、2012年7月27日から8月12日までイギリスのロンドンで開催されたロンドンオリンピックレバノン選手団の名簿。

## 選手団
- 人員: 選手 10人
- 開会式旗手: Andrea Paoli

## 種目別選手・スタッフ名簿及び成績

### 陸上競技
- Ahmad Hazer（男子110m障害）14秒82 予選敗退
- グレッタ・タスラキアン（女子200m）24秒49 予選敗退

### フェンシング
- Zain Shaito（男子フルーレ個人）第1回戦敗退
- Mona Shaito（女子フルーレ個人）第2回戦敗退

### 柔道
- Caren Chammas（女子63kg級）第1回戦敗退

### 射撃
- ライ・バッシル（女子クレー・トラップ）予選敗退

### 競泳
- Wael Koubrosli（男子100m平泳ぎ）1分7秒06 予選敗退
- Katya Bachrouche（女子800m自由形）8分35秒88 予選敗退

### 卓球
- Tvin Carole Moumjoghlian（女子シングルス）予選敗退

### テコンドー
- Andrea Paoli（女子57kg級）準々決勝敗退